# Друкер, Сандра
Сандра Друкер (7 мая 1875 года — 1 апреля 1944 года) — российско-норвежская пианистка, композитор и музыкальный педагог. Выпускница Санкт-Петербургской консерватории имени Н. А. Римского-Корсакова.

## Биография
Сандра Друкер родилась 7 мая 1875 года в Санкт-Петербурге, Россия. Ее отец был евреем из Германии, мать — русская, из аристократической семьи. Музыкальное образование Сандра получила в Санкт-Петербургской консерватории имени Н. А. Римского-Корсакова. Была ученицей Антона Рубинштейна. Учась у Рубинштейна, знала многое о нем, и в 1904 году опубликовала книгу, в которой описала методы преподавания А. Рубинштейна.
Дебютировала в 1894 году. Гастролировала не только по России, но и в Англии, Италии, Германии и Скандинавии. Исполняла сочинения своего учителя, Антона Рубинштейна, Листа, Шопена, Шумана, Бетховена (Аппассионата, соч. 57, соната оп. 109), Брамса (Рапсодия, оп. 79/1), русских композиторов — Глинки, Балакирева, Чайковского и др.
Друкер говорила на шести языках.

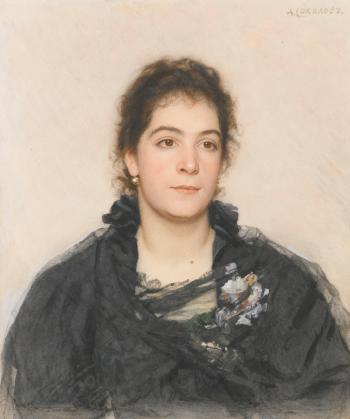
Друкер Сандра. Портрет худ. А. П. Соколова (1829—1913)

В 1896 году дебютировала в Берлине и получила положительные отзывы. В 1880-х годах жила в Берлине, продолжая карьеру пианистки. С 1904 по 1906 год преподавала в Берлине в Академии музыки Петерсена и в консерватории Штерна, из её учеников наиболее известна Анна-Мария Эрбек. В 1905 году давала уроки фортепиано дочери германского императора Вильгельма II Виктории Луизе Прусской.
В 1905 году её игра на фортепиано была записана для фирмы Welte-Mignon с последующим воспроизведением запрограммированными звуконосителями.
В 1910 году вышла замуж за австрийского пианиста Готфрида Гальстона и сменила фамилию на Друкер-Гальстон. Пара поселилась в Мюнхене, их брак длился до 1918 года. В 1926 году Друкер вернулась в Берлин; однако, после 1933 года, уехала из Германии из-за своего еврейского происхождения и поселилась в Осло, приняв в 1938 году норвежское гражданство.
В эти годы Друкер концертировала, читала лекции на концертах, рассказывая слушателям об истории музыки, исполняемых произведениях и др. Скончалась в 1944 году в больнице Красного Креста Хамар, недалеко от Осло.

## Труды
Основной деятельностью Друкер была игра на фортепиано и работа педагогом. Сохранились записи её выступлений и сочинения:
- Мазурка для фортепиано.
- Две детские пьесы для фортепиано
- Франсуа Куперен: 12 пьес для фортепиано Für die Jugend bearb. von Sandra Droucker. Wien, New York: Universal-Edition, 1925.

#### Проза
- Воспоминания об Антоне Рубинштейне: комментарии, предложения и обсуждения (с множеством музыкальных примеров) в классе Санкт-Петербургской консерватории. Лейпциг: Bartholf Senff, 1904.